# یاقوت در افغانستان

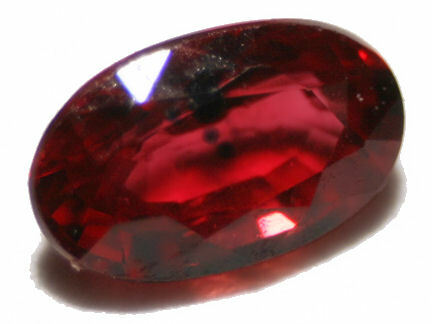
یاقوت اناری

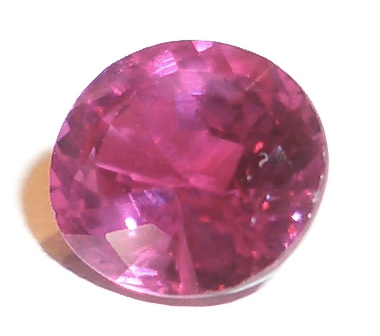
نوع یاقوت سرخ

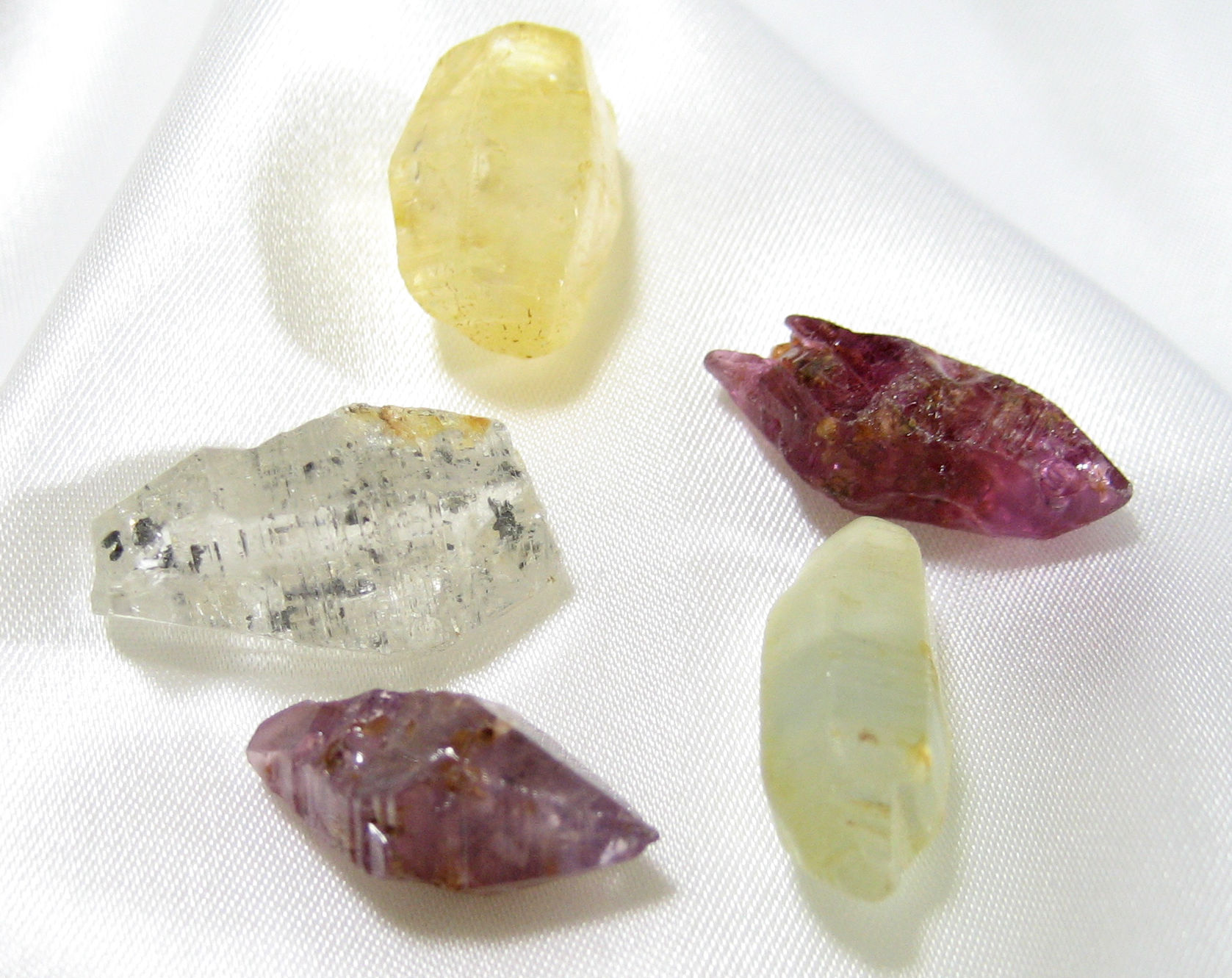
انواع کورندم که نامهای محلی نیز دارند

یاقوت پس از الماس و زمرد سومین سنگ قیمتی در جهان می‌باشد. معدن این سنگ قیمتی در ناحیه جگدلک واقع ۱۰۰ کیلومتری سرک (سرک واژه‌ای اردو وارد شده به پشتو و فارسی افغانستان به معنی جاده) میان کابل و جلال‌آباد قرار دارد. یاقوت معمولاً درمیان سنگ مرمر سفید (چقماق) به شکل قرمز کم رنگ، قرمز، کبود و رنگ‌های دیگر پیدا می‌شود. در بازار تجارتی افغانستان یاقوت سرخ را «اناری» و یاقوت کبود را بنام «لعل پیازی» یا «لعل بدخشان» می‌گویند.
از جمله معادن لعل در ولایت بدخشان ولسوالی اشکاشم محلی به نام غران وجود دارد. یاقوت از نوع سنگ متحوله بوده و اندازه سختی آن ۹ می‌باشد. یاقوت از اکسید آلومینیوم در شرایط ویژه ساخته شده‌است. رنگ سرخ این کانی را یاقوت و رنگ‌های دیگر آن از قبیل: سفید، زرد، نصواری (سبز) و سایر رنگ‌ها را به نام «کورندم» می‌نامند که در افغانستان و ایران از خود نامهای محلی دارند. یاقوت در معادن به‌شکل پخته و خام یافت می‌شود. یاقوت پخته شفاف و نور از آن می‌گذرد. یاقوت خام شکننده بوده و شفاف نیست و ارزش تجاری ندارد به همین ترتیب رنگهای دیگر نیز خام و پخته دارند. وزن مخصوص این کانی ۴٫۰۰ ضریب شکست آن ۱٫۷۶۵ - ۱٫۷۷۰ است؛ از این رو در برابر پرتو ایکس موج کوتاه و بلند مقاومت نشان می‌دهد.

## تاریخچه
معدن یاقوت در کشورهای تایلند،  برمه
(میانمار)، سریلانکا و افغانستان وجود دارد. استخراج این معادن از زمان‌های قدیم رواج داشته است. شماری از تاریخ‌دانان ایرانی و عرب همچون اصطخری ۹۵۱ میلادی، الطالبی ۹۶۱ - ۱۰۳۸، ابن حوقل متوفی ۹۷۸ میلادی، المقصدی در قرن دهم، ابوریحان بیرونی ۹۷۳ - ۱۰۵۰ و ابن بطوطه ۱۳۲۵ - ۱۳۵۴ میلادی در نوشته‌های خود از یاقوت بدخشان نام برده‌اند. گفته می‌شود که نمونه‌ای از یاقوت افغانستان زیب تاج ملکه انگلیس است. دربار تیمورلنگ نیز با این یاقوت مزین بوده است. این معادن در قرن هفدهم در دسترس مغولان هند بود. در ۱۶۳۷ شاه جهان پادشاه هند برای ساخت تاج محل از سنگ مرمر این معادن استفاده نمود.
در سال ۱۳۹۲ از معادن ولایت بدخشان یاقوتی به وزن ۲۰۰ قیراط به دست آمد. این در حالیست که معادن جگدلک و غران بدخشان توسط دینامیت، چکش و کلنگ استخراج می‌گردد و سنگهای آن به گونه رسمی و قاچاق فروخته می‌شوند.